# Stephen Cole Kleene
Stephen Cole Kleene, né le 5 janvier 1909 à Hartford (Connecticut) et mort le 25 janvier 1994 à Madison (Wisconsin), est un mathématicien et logicien américain.

## Contributions scientifiques
Kleene est connu pour avoir fondé la théorie de la calculabilité (également appelée théorie de la récursion), en collaboration avec notamment Alonzo Church, Kurt Gödel, Emil Post et Alan Turing, et aussi le lambda-calcul avec Alonzo Church et John Barkley Rosser. Il est également connu pour avoir inventé le concept d'expression régulière et de langage régulier.
En créant les outils pour formaliser le concept de calculabilité, permettant ainsi de déterminer quels problèmes sont résolubles par des algorithmes, et d'autre part en élaborant les concepts permettant d'analyser les langages de programmation et de décrire les automates les plus simples, il a jeté les bases théoriques de l'informatique. L'étoile de Kleene, le théorème de Kleene, le théorème de récursion de Kleene et le théorème du point fixe de Kleene rappellent le rôle qu'il a joué dans l'établissement de ces concepts. Il a aussi contribué à la logique intuitionniste. Son influence se mesure aussi au nombre de ses descendants scientifiques. D'après MathGenealogy, il a dirigé 13 thèses, et à travers ses élèves, a 972 descendants, notamment à travers Robert Lee Constable.

## Biographie scientifique
Kleene obtient un B. A. au Amherst College en 1930. En 1934, il obtient un Ph. D. en mathématiques à l'université de Princeton. Sa thèse, dirigée par Alonzo Church, s'intitule « A Theory of Positive Integers in Formal Logic » (Une théorie des entiers positifs en logique formelle). Elle contient l'étude des fonctions calculables du point de vue du lambda-calcul qui est la première des caractérisations des fonctions récursives. En 1934, Kurt Gödel séjourne à Princeton et présente ses célèbres théorèmes d’incomplétude. La preuve de Gödel fait un usage essentiel de fonctions définies par récursion. La question de l'équivalence des définitions des fonctions calculables se pose alors. Pour Alonzo Church, ce sont les fonctions définissables en lambda-calcul. La thèse de Kleene de 1934 examine cette proposition. John Barkley Rosser, autre étudiant de Church, montre l’équivalence avec le calcul des combinateurs de Haskell Curry. Enfin, Alan Turing et Emil Post proposent la définition par les machines de Turing, et Kleene examine la définition des fonctions récursives de Gödel. On sait que ces définitions sont équivalentes. Depuis, Kleene a travaillé sur la classe des fonctions récursives, Il prouve notamment le théorème de forme normale.
En 1935, il rejoint le département de mathématiques de l'université du Wisconsin, où il est d'abord instructeur pour mathématiques, puis il devient professeur assistant en 1937.
De 1939 à 1940 il est détaché à l'Institute for Advanced Study de Princeton, où il participe à la fondation de la théorie de la récursivité. En 1941-1942, il est professeur associé au Amherst College. Il participe à la Seconde Guerre mondiale comme instructeur dans l'US Navy de 1942 à 1946. Il retourne à l'université du Wisconsin comme professeur associé, puis comme professeur titulaire en 1948.
Plus tard, Kleene introduit la hiérarchie arithmétique, qui est une hiérarchie des sous-ensembles de l'ensemble des entiers naturels définissables dans le langage du premier ordre de l'arithmétique de Peano. Avec Emil Post, il introduit le degré d'insolubilité, appelé degré de Turing (d'après Alan Turing) d'un ensemble d'entiers naturels, qui mesure le niveau d'insolubilité algorithmique de l'ensemble.
En été 1951, Kleene séjourne à la RAND Corporation, où il étudie le célèbre article de W. S. McCulloch et
Walter Pitts sur les réseaux neuronaux. Il rédige un rapport interne qui est publié plus tard dans les Automata Studies ; il y introduit les expressions rationnelles et démontre le théorème de Kleene sur l'équivalence entre description par expression rationnelle et par automate.
Kleene étudie aussi le rapport entre mathématiques constructives, au sens de Brouwer, inventeur de la logique intuitionniste et les fonctions récursives. Il bénéficie en 1950 d'une bourse Guggenheim, et séjourne à Amsterdam dans le groupe de mathématiciens intuitionnistes hollandais. Il écrit, avec son étudiant Richard E. Vesley, un livre où ils développent le concept de « réalisabilité » pour l'intuitionnisme.
De 1964 à 1979, Kleene est titulaire de la chaire Cyrus C. MacDuffee de mathématiques, et a aussi eu des responsabilités administratives à l'université : Il dirige le Département de mathématiques et informatique en 1962-1963, et est doyen (dean) du Collège de lettres et de science de 1969 à 1974. Il prend sa retraite de l’université en 1979. En 1999, la bibliothèque mathématique de l'université du Wisconsin est renommée en son honneur
Alpiniste chevronné, il a montré une grande passion pour la défense de la nature et de l'environnement.
Son nom de famille se prononce [kliːniː] ou [kliːn]. Kleene lui-même le prononçait [kleɪniː]. Son fils, Kenneth C. Kleene écrit à ce propos : « As far as I am aware this pronunciation is incorrect in all known languages.  I believe that this novel pronunciation was invented by my father. ».

## Biographie
Stephen Cole Kleene est né le 5 janvier 1909 à Hartford (Connecticut) de Gustav Adolph Kleene, professeur d'économie au Trinity College (Connecticut) ; et de Alice Cole, poétesse et écrivaine de pièces de théâtre,.

## Honneurs et responsabilités
- 1950 : Invited Speaker au Congrès international des mathématiciens de Cambridge (Massachusetts) (Recursive functions and intuitionistic mathematics).
- 1956-1958 : Président de la Association for Symbolic Logic.
- 1958 : Conférence plénière au Congrès international des mathématiciens d'Édimbourg (Mathematical Logic: Constructive and non-constructive operations).
- 1961 : Président de la International Union of History and Philosophy of Science[10].
- 1969 : Membre de la National Academy of Sciences
- 1980 : Membre de la American Academy of Arts and Sciences.
- 1983 : Prix Leroy P. Steele.
- 1990 : National Medal of Science.

## Publications
Livres
- Introduction to Metamathematics, Amsterdam, North-Holland, 1952, x+550 (SUDOC 005505526, présentation en ligne)  —  Nombreuses réimpressions, en 1957, 1959, 1962, 1964, 1967, 1971, 1974, 1980, 1988, 1991, 1996, 2000, 2009 notamment par Wolters-Noordhoff (Groningen)  (ISBN 0720421039), d'après la notice Sudoc. Nombreuses traductions.
- Mathematical logic, Dover, 1967 — Réimpression Dover reprint, 2001,  (ISBN 0-486-42533-9). Traduction française par Jean Largeault, Logique mathématique, Armand Colin, 1971 ou Gabay 1987  (ISBN 2-87647-005-5).
- — avec Richard Eugène Vesley, The Foundations of Intuitionistic Mathematics : especially in relation to recursive functions, Amsterdam, North-Holland Publishing Company, 1965, viii + 206 (SUDOC 005435234).

Articles (sélection)
- « A theory of positive integers in formal logic », American Math. Journal Ser. 2, vol. 57,‎ 1935, p. 153-173 et 219-244.
- « General recursive functions of natural numbers », Mathematische Annalen, vol. 112,‎ 1936, p. 727–742.
- « Representation of events in nerve nets and finite automata », dans Claude E. Shannon et John McCarthy (éditeurs), Automata Studies, Princeton, Princeton University Press, coll. « Annals of Mathematics Studies » (no 34), 1956, viii+285 (ISBN 978-0691079165), p. 3-41
- — avec Emil Post, « The upper semi-lattice of degrees of recursive unsolvability », Annals of Mathematics (Second Series),, vol. 59, no 3,‎ 1954, p. 379–407 (DOI 10.2307/1969708, JSTOR 1969708, MR 0061078)
- « Origins of Recursive Function Theory », IEEE Annals of the History of Computing, vol. 3, no 1,‎ janvier-mars 1981, p. 52-67.